# Красная волость

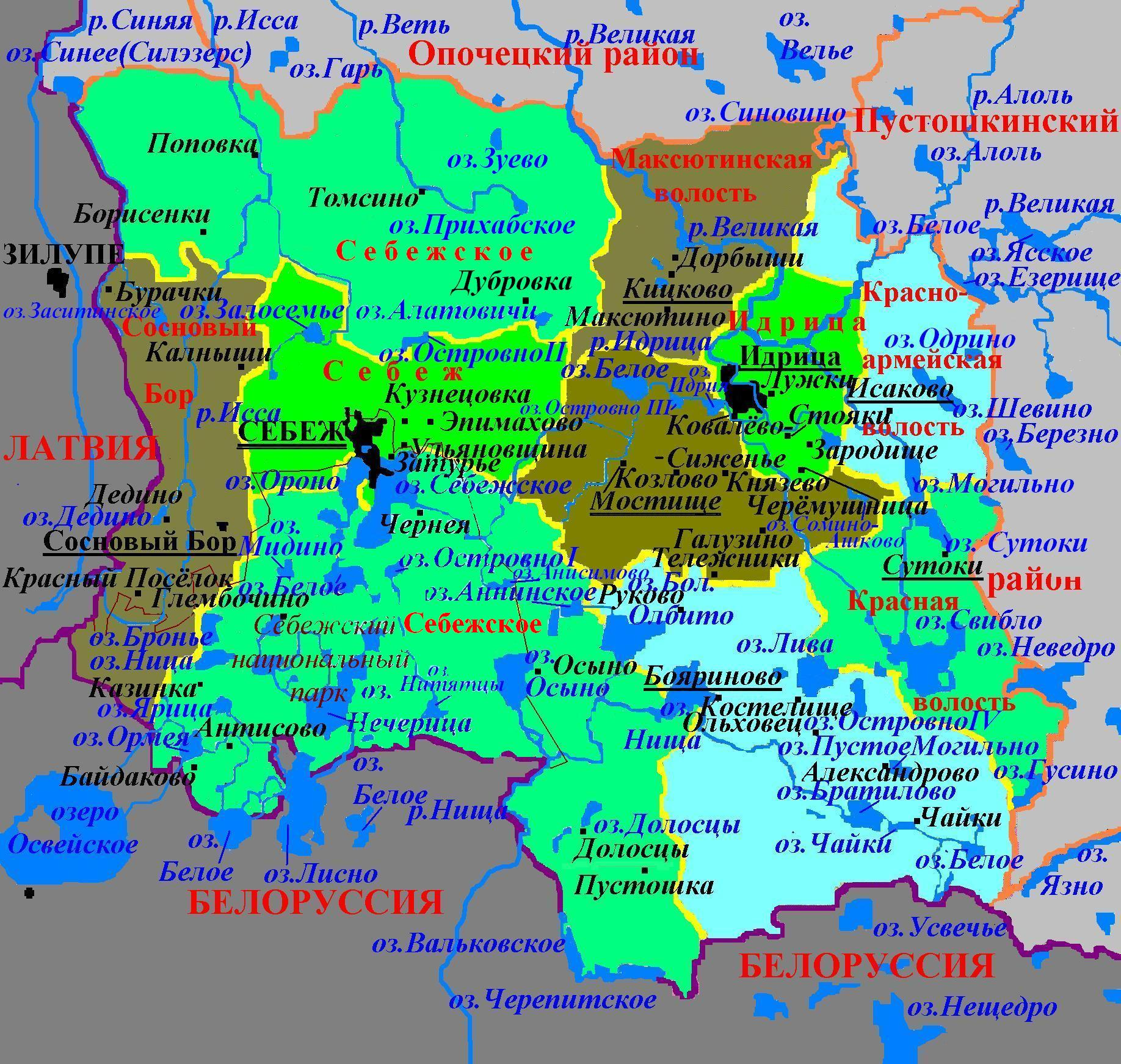
Административное деление Себежского района в 2010—2015 гг.

Красная волость — упразднённые административно-территориальная единица 3-го уровня и муниципальное образование со статусом сельского поселения в Себежском районе Псковской области России.
Административный центр — деревня Сутоки.

## География
Территория волости граничила на западе с Бояриновской, на севере — с  Мостищенской и Красноармейской волостями Себежского района, на востоке — с Пустошкинским районом Псковской области.
На территории волости расположены озёра: Свибло (13,5 км², глубиной до 11 м), Сутоки или Сутокское (2,9 км², глубиной до 12,2 м), Гусино (2,7 км², глубиной до 3,9 м) и др.

## Население
| 2002 | 2010 | 2012 | 2013 | 2014 | 2015 |
| ---- | ---- | ---- | ---- | ---- | ---- |
| 461  | ↘293 | ↘288 | →288 | ↘279 | ↘271 |

## Населённые пункты
В состав Красной волости входило 19 деревень: Сутоки, Байкино, Вульково, Гречухи, Гритьково, Дуброво, Жеглово, Заселихи, Защепки, Лопатово, Малахи, Малиновка, Михеево, Павлово, Свибло, Старицы, Сковроньково, Уклеино, Шалаи.

## История
Постановлением Псковского областного Собрания депутатов от 26 января 1995 года все сельсоветы в Псковской области были переименованы в волости, в том числе Красный сельсовет был превращён в Красную волость.
Законом Псковской области от 28 февраля 2005 года в границах волости было также создано муниципальное образование Красная волость со статусом сельского поселения с 1 января 2006 года в составе муниципального образования Себежский район со статусом муниципального района.
Законом Псковской области от 30 марта 2015 года волость была упразднена и 11 апреля 2015 года включена в состав городского поселения Идрица.